# 3120 Данґранія
3120 Данґранія (3120 Dangrania) — астероїд головного поясу, відкритий 14 вересня 1979 року.
Тіссеранів параметр щодо Юпітера — 3,198.